# セックス・オン・ザ・ビーチ
セックス・オン・ザ・ビーチ（英: Sex on the beach）は、ウォッカベースのカクテルの一種である。

## 発祥にまつわる諸説
トム・クルーズ主演の映画『カクテル』に登場したことで知られるようになった。原作である同名小説（1984年出版）には登場しておらず、映画製作に伴う創作カクテルとされることもあるが、1970年代後半にはアメリカ合衆国内で飲まれていた。
「1987年にフロリダ州で誕生した」とする説もある。
デ・カイパー社とサントリー社によるもの。
オランダのリキュールメーカーデ・カイパーは1987年にピーチ・シュナップス（peach schnapps）を新発売する。また、同年サントリーからメロン・リキュールのミドリが新発売される。そこでリキュールの販売促進のために2社が協力して考案した。
デ・カイパー社によるもの
1987年、ピーチシュナップス（peach schnapps）を新発売に伴いフロリダの海岸でオリジナルカクテルコンテストが開催された。フロリダのバーテンダー テッド・ピジオが優勝するが、カクテルの名称は定まっていなかった。そこで「学生がアメリカ全土からフロリダ海岸にやって来るのはなぜか?」と考え、即興で命名した。
休みが終わった学生たちはそれぞれの地元に戻り、地元のバーテンダーにレシピを伝えたが、正確なレシピを覚えていない者が多かったため、アメリカ全土にさまざまなレシピの「セックス・オン・ザ・ビーチ」が生まれた。
フロリダではなくヨーロッパのリゾート地であるイビサ島が発祥とする説もある。

## レシピの例

### IBAのレシピ
国際バーテンダー協会のレシピを以下に記載する
材料
- ウォッカ - 40ml
- ピーチ・シュナップス - 20ml
- オレンジジュース - 40ml
- クランベリージュース - 40ml

作り方
1. ハイボールグラスに材料を入れ、氷で満たす。
2. オレンジスライスを飾る。

### その他のレシピ
「その○」はWikipedia編集上の識別のために付けたものであり、正式な名称や分類ではない。
その1
- ウォッカ - 15ml
- メロン・リキュール - 20ml
- クレーム・ド・フランボワーズ - 10ml
- パイナップルジュース - 80ml

その2
- ウォッカ - 35ml
- ボルス ピーチ - 25ml
- グレナデンシロップ - 10ml
- オレンジジュース - 80ml

その3
- ウォッカ - 15ml
- ピーチリキュール - 20ml
- フランボワーズリキュール - 10ml
- パイナップルジュース - 60ml
- クランベリージュース - 30ml

作り方もさまざまで、ステアもあれば、シェイクで作ることもある。

## ギャラリー
上述のようにレシピもさまざまなら、飾りつけ（ガーニッシュ）もさまざまである。

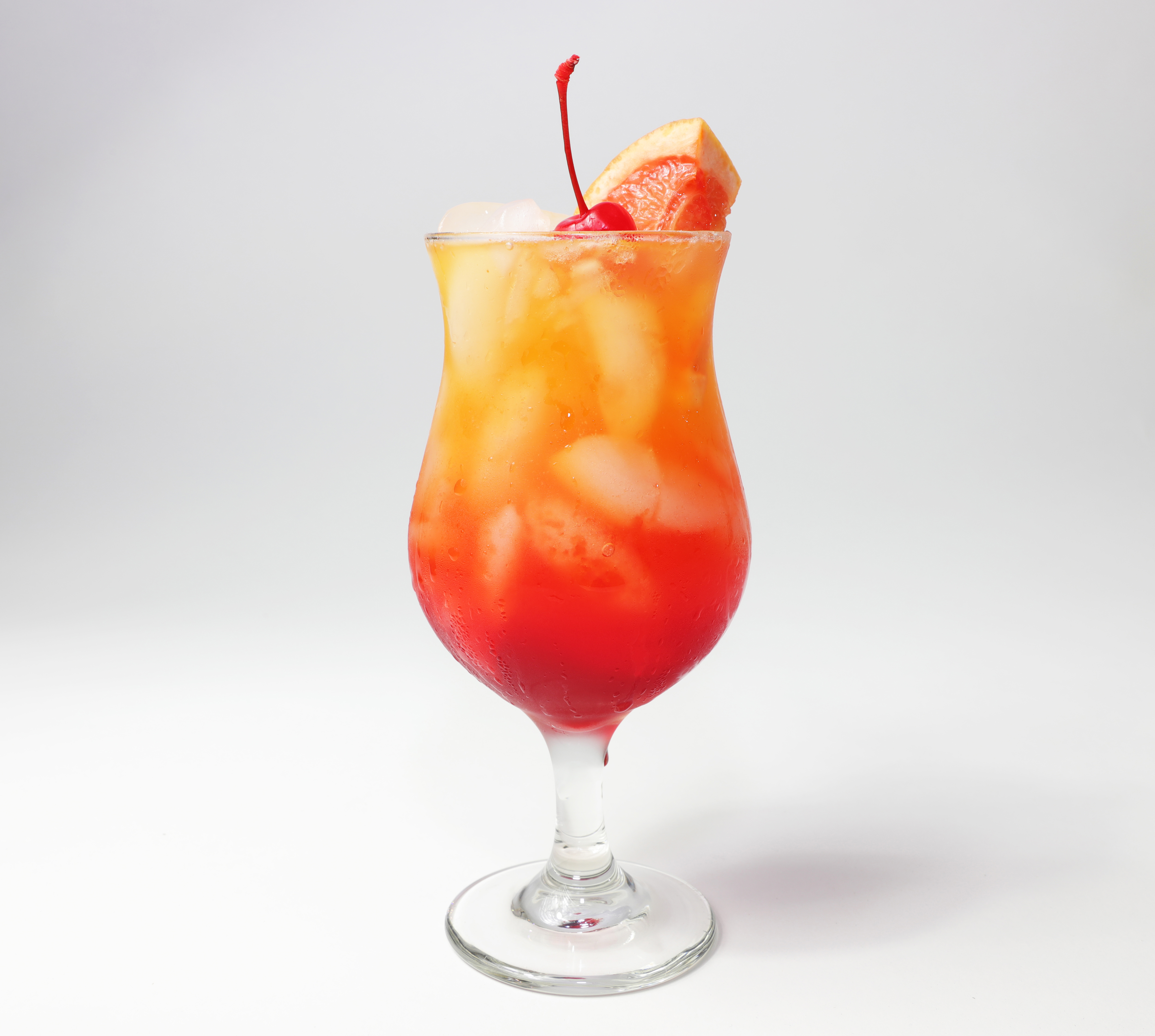
ピンクグレープフルーツを飾ったもの
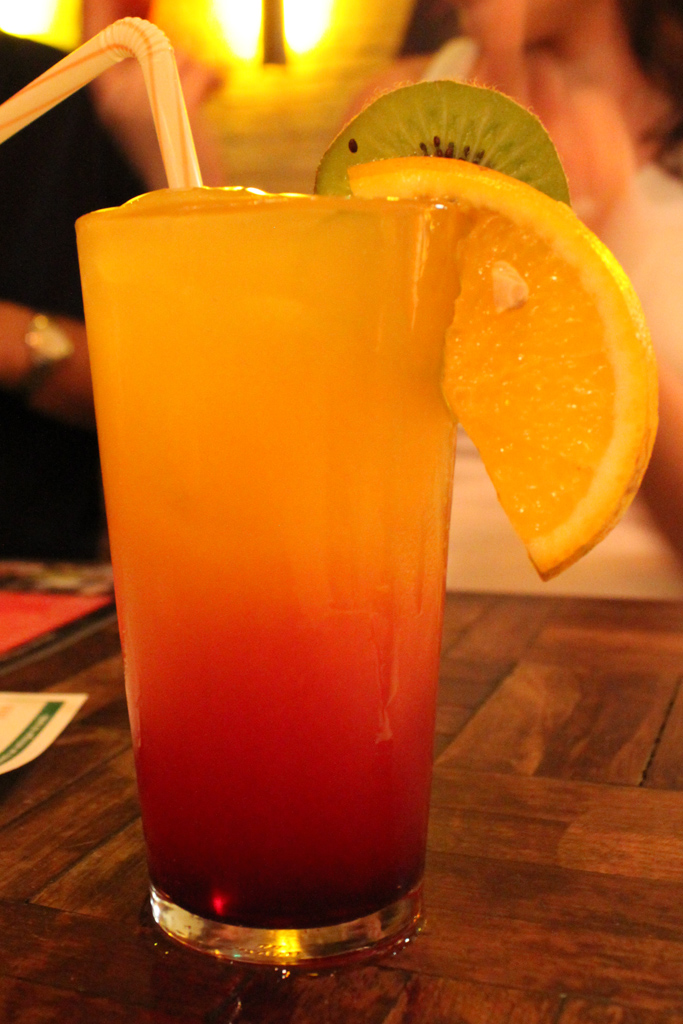
オレンジとキウイフルーツを飾ったもの
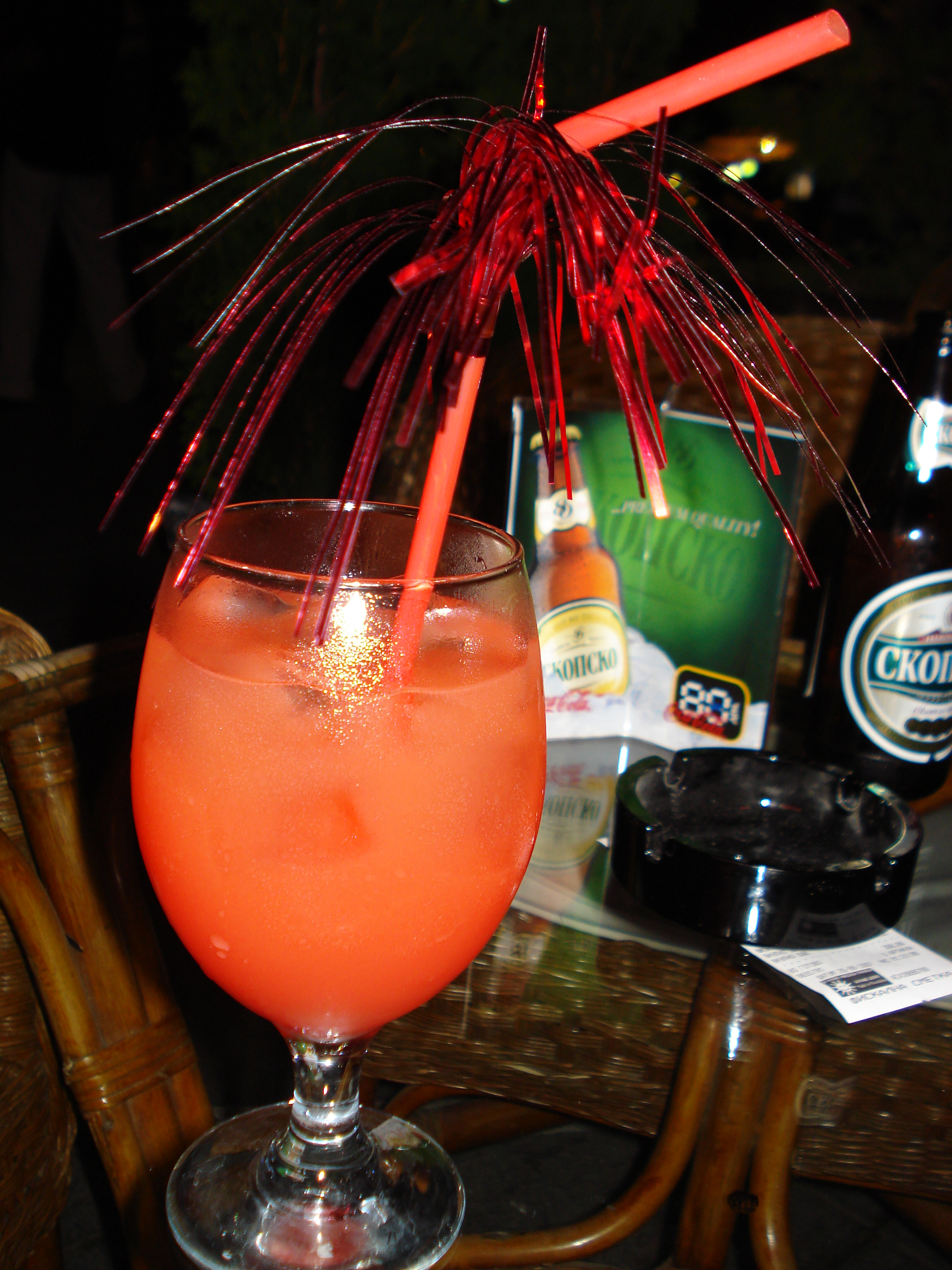
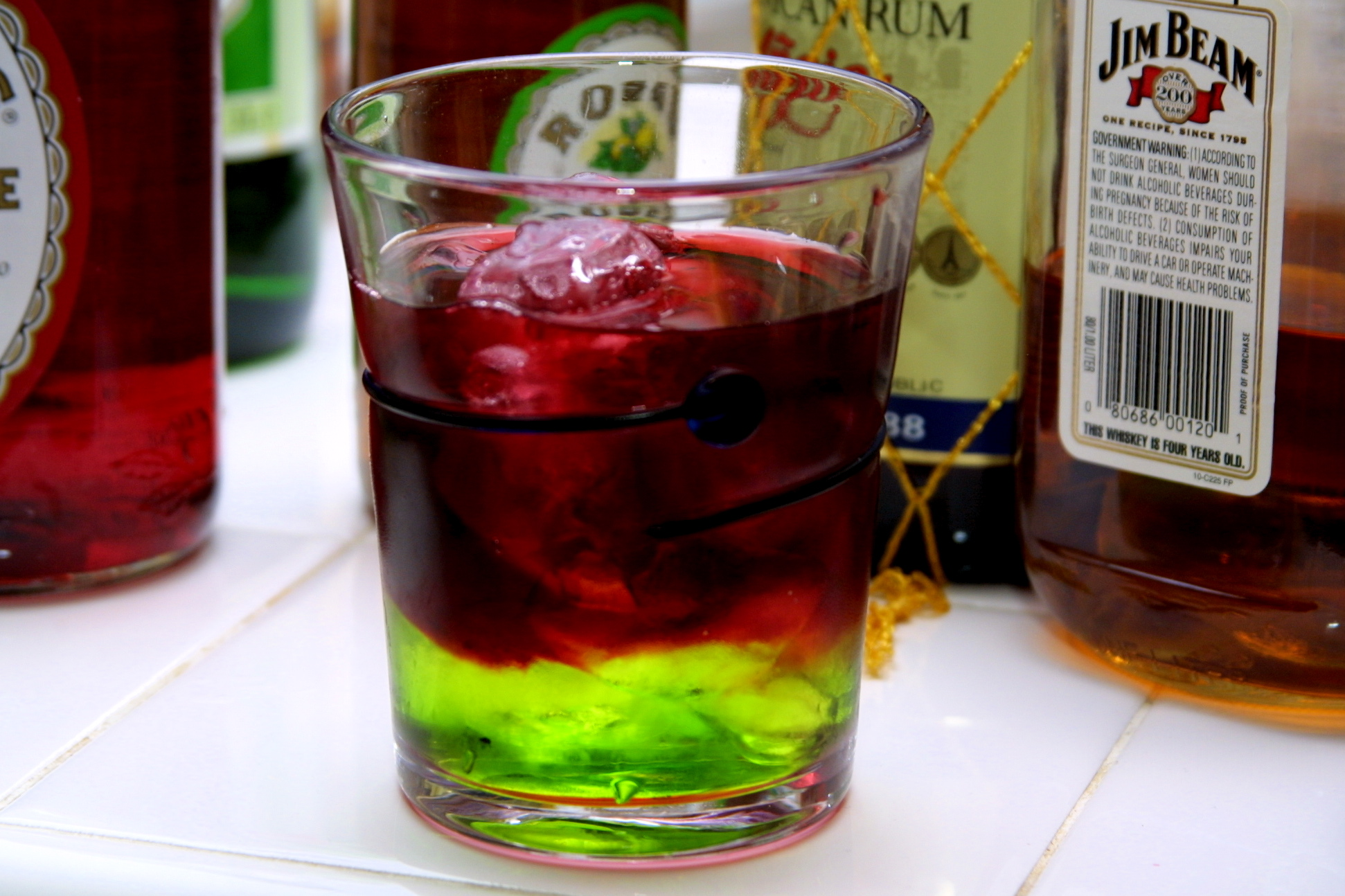
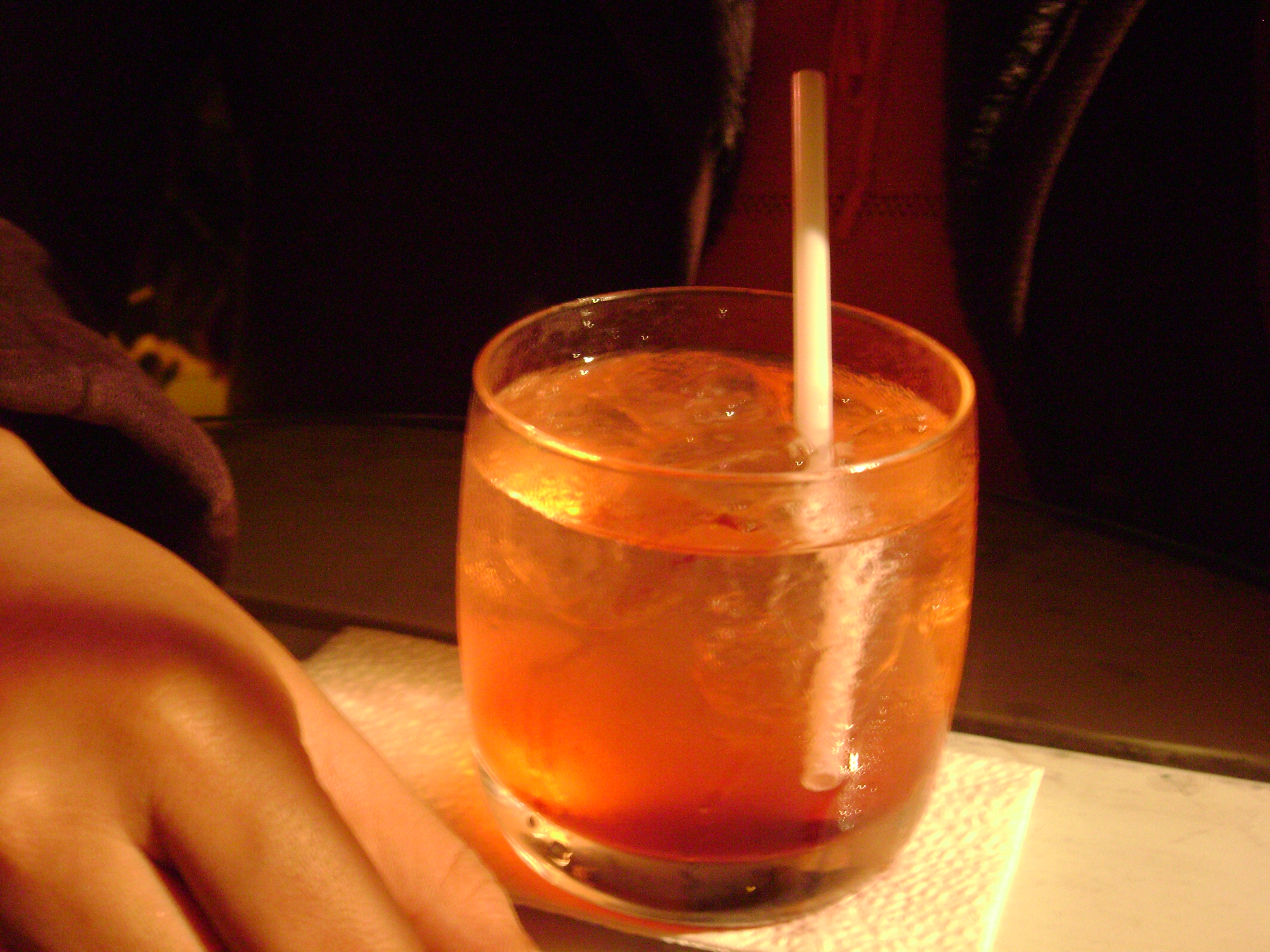